# Sequehart
Sequehart ist eine französische Gemeinde mit 211 Einwohnern (Stand: 1. Januar 2022) im Département Aisne in der Region Hauts-de-France (vor 2016 Picardie). Sie gehört zum Arrondissement Saint-Quentin, zum Kanton Bohain-en-Vermandois und zum Gemeindeverband Pays du Vermandois.

## Geografie
Die Gemeinde Sequehart liegt zwölf Kilometer nördlich von Saint-Quentin. Nachbargemeinden von Sequehart sind Montbrehain im Nordosten, Fontaine-Uterte im Osten, Remaucourt im Südosten, Lesdins im Süden, Levergies im Westen sowie Ramicourt im Nordwesten.

## Geschichte
Nach den Grenzschlachten im August 1914 beschloss der französische Generalstab, die Front zurückzunehmen. Sequehart wurde am 27. August 1914 von vorrückenden deutschen Truppen besetzt und wurde bis 1918 als Etappe genutzt.
Die Hunderttageoffensive zwang die deutschen Truppen im Herbst 1918 zum Rückzug hinter die Hindenburglinie. Am 2. Oktober fielen britische Truppen in Sequehart ein; am Tag darauf eroberten deutsche Truppen es für kurze Zeit zurück.
Bei diesen Kämpfen fielen 106 britische Soldaten; sie sind auf zwei Friedhöfen bestattet. Im Juni 1940 (Westfeldzug) überwanden deutsche Truppen nach tagelangen Kämpfen die Weygand-Linie, besetzten den nördlichen Teil Frankreichs und zwangen Frankreich zu einem kapitulationsähnlichen Waffenstillstand.

### Bevölkerungsentwicklung
| Jahr                       | 1962 | 1968 | 1975 | 1982 | 1990 | 1999 | 2006 | 2014 | 2022 |
| Einwohner                  | 232  | 218  | 189  | 235  | 233  | 217  | 228  | 211  | 211  |
| Quellen: Cassini und INSEE |      |      |      |      |      |      |      |      |      |

## Sehenswürdigkeiten

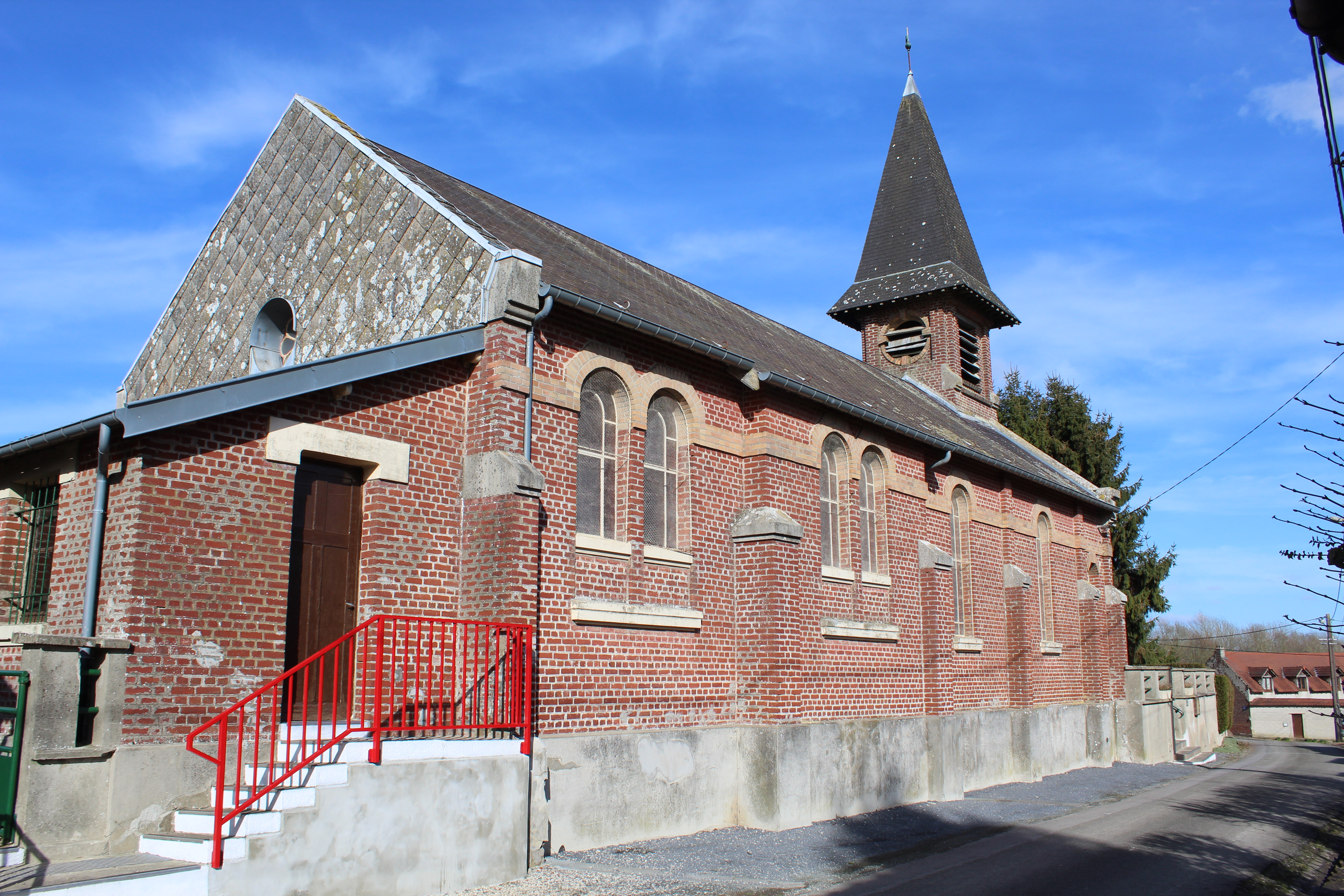
Kirche Saint-Quentin
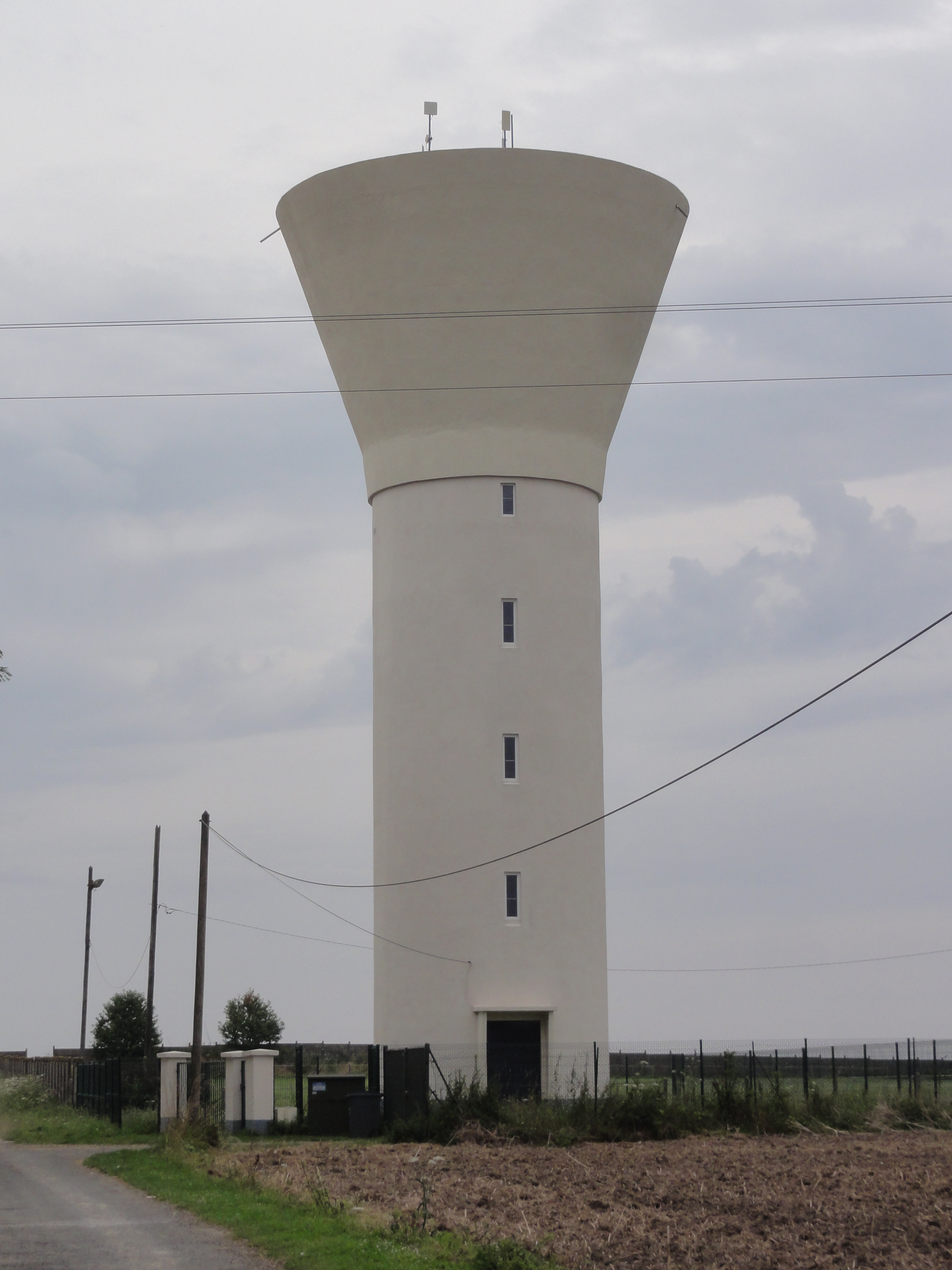
Wasserturm
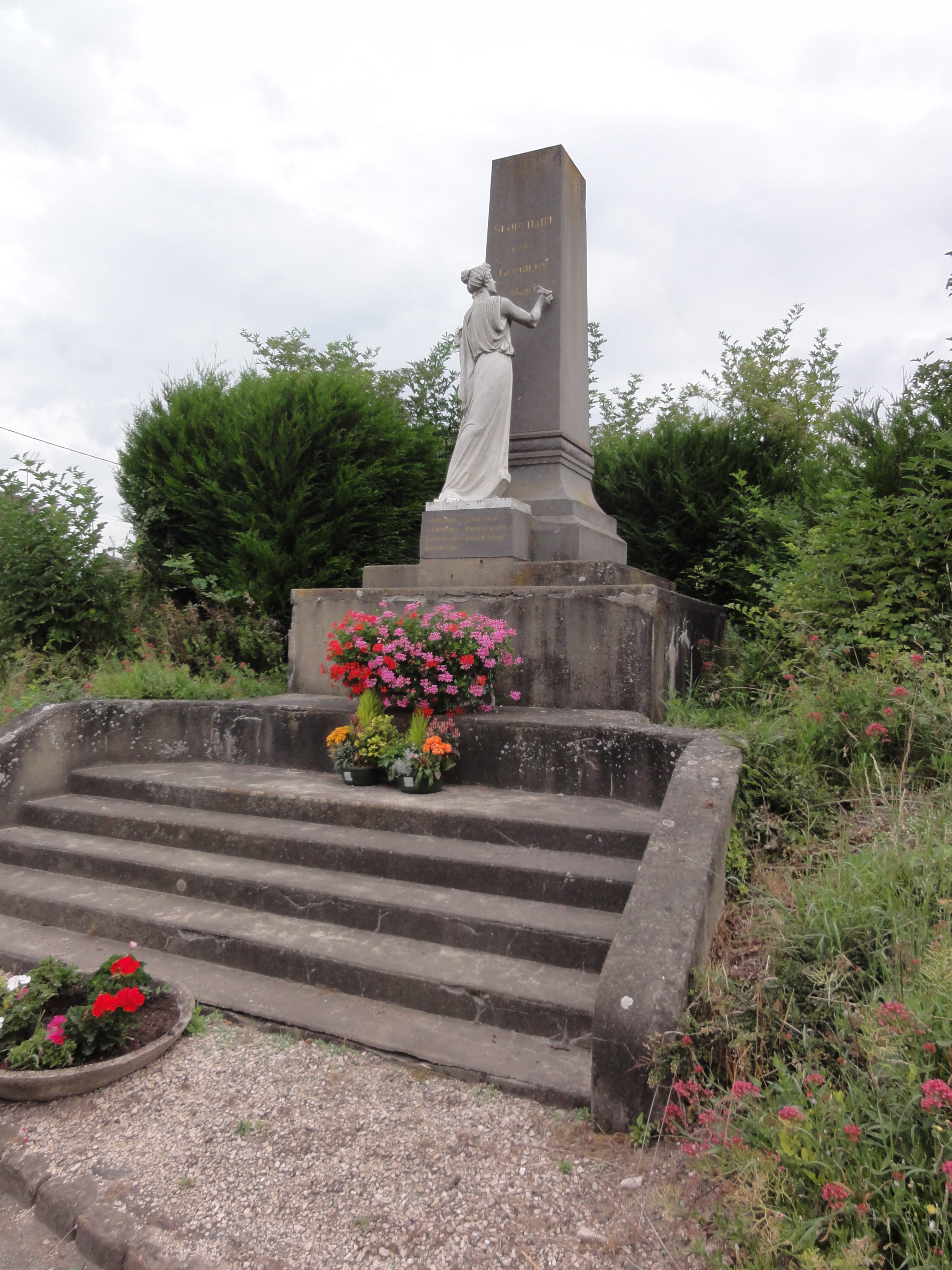
Denkmal für acht im Ersten Weltkrieg gefallene Soldaten aus Sequehart
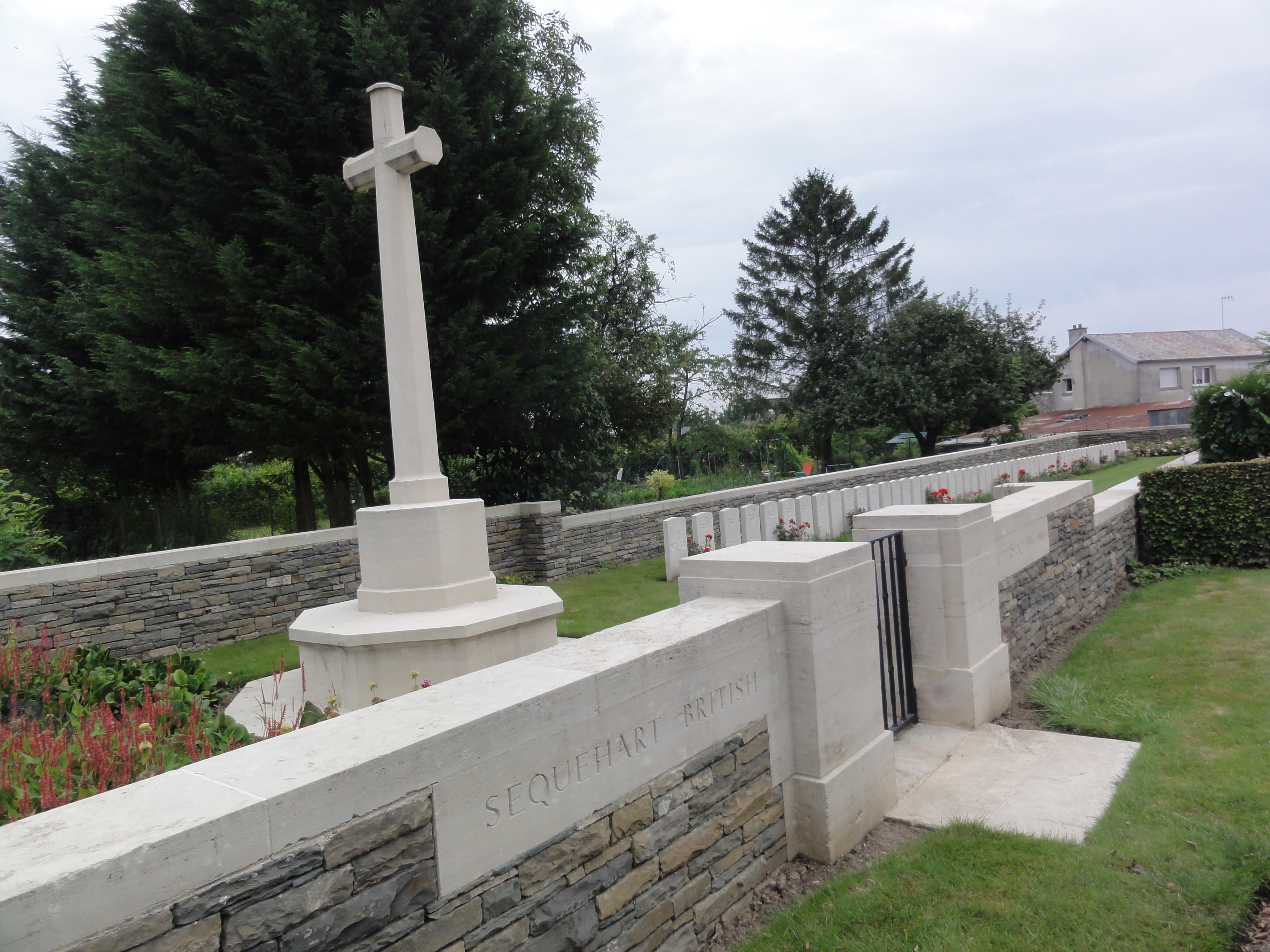
Sequehart British Cemetery Nr. 1
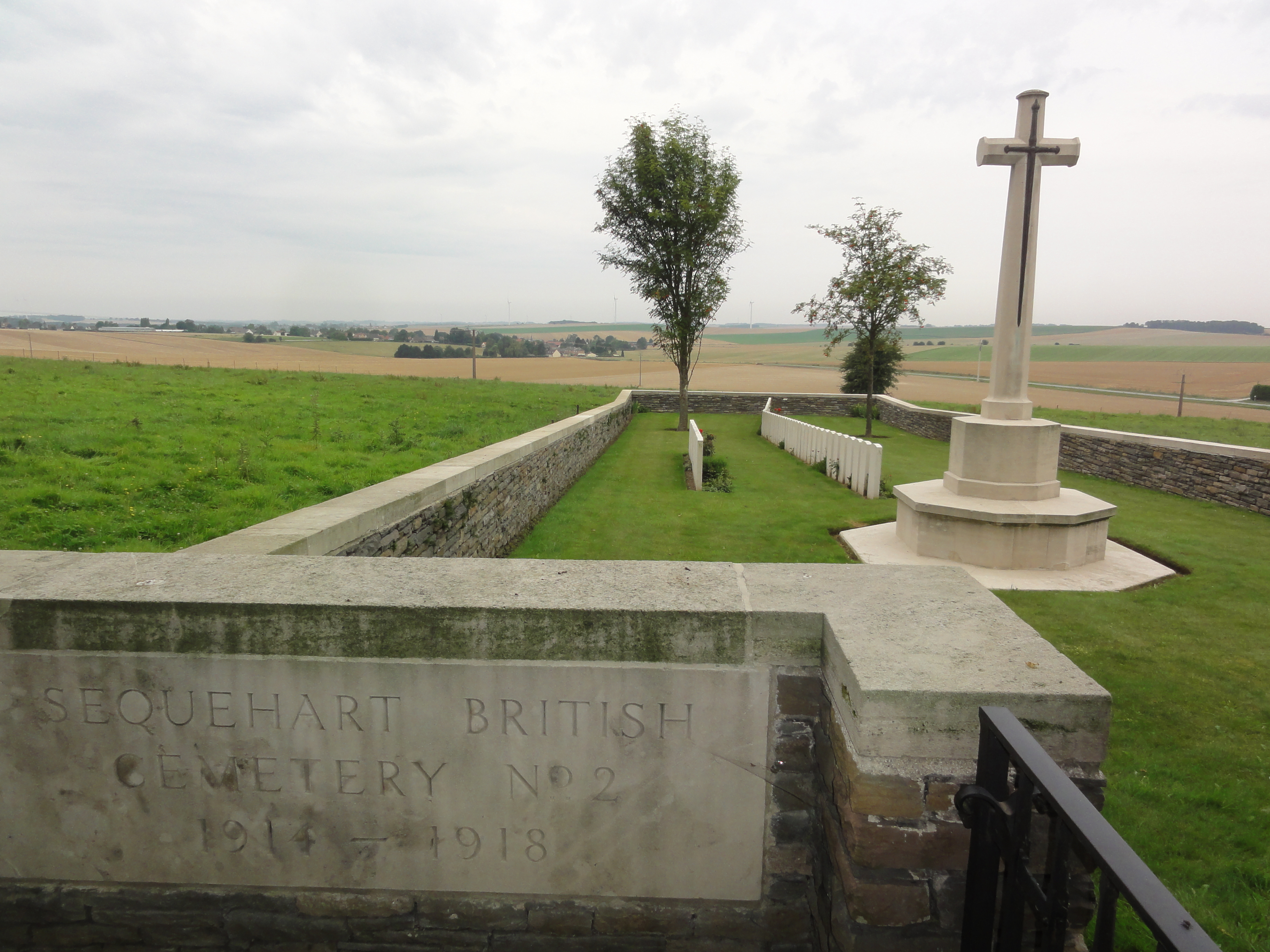
Sequehart British Cemetery Nr. 2

- zwei britische Soldatenfriedhöfe

- Kirche Saint-Quentin
- Wasserturm
- Denkmal für acht im Ersten Weltkrieg gefallene Soldaten aus Sequehart
- Sequehart British Cemetery Nr. 1
- Sequehart British Cemetery Nr. 2